# 2010-es Indy Grand Prix of Sonoma
A 2010-es Indy Grand Prix of Sonoma volt a 2010-es Izod IndyCar Series szezon tizenharmadik futama. A versenyt 2010. augusztus 22-én rendezték meg a kaliforniai Sonomában található Infineon Raceway nevű pályán. A versenyt a Versus közvetítette.

## Rajtfelállás
| Rajtsor | Belső ív | Belső ív            | Külső ív | Külső ív          |
| ------- | -------- | ------------------- | -------- | ----------------- |
| 1       | 12       | Will Power          | 3        | Hélio Castroneves |
| 2       | 10       | Dario Franchitti    | 77       | Alex Tagliani     |
| 3       | 6        | Ryan Briscoe        | 9        | Scott Dixon       |
| 4       | 22       | Justin Wilson       | 37       | Ryan Hunter-Reay  |
| 5       | 11       | Tony Kanaan         | 2        | Raphael Matos     |
| 6       | 78       | Simona De Silvestro | 4        | Dan Wheldon       |
| 7       | 34       | Bertrand Baguette   | 06       | Hideki Mutoh      |
| 8       | 8        | E.J. Viso           | 02       | Graham Rahal      |
| 9       | 5        | Szató Takuma        | 26       | Marco Andretti    |
| 10      | 24       | J. R. Hildebrand    | 32       | Mario Moraes      |
| 11      | 14       | Vitor Meira         | 19       | Alex Lloyd        |
| 12      | 7        | Danica Patrick      | 18       | Milka Duno        |
| 13      | 36       | Francesco Dracone   |          |                   |

### Verseny
| Pozíció | #  | Pilóta                  | Csapat                                    | Futott kör | Idő/Kiesés oka | Rajthely | Élen töltött körök száma | Pont |
| ------- | -- | ----------------------- | ----------------------------------------- | ---------- | -------------- | -------- | ------------------------ | ---- |
| 1.      | 12 | Will Power              | Team Penske                               | 75         | 1:52:34.1915   | 1        | 73                       | 53   |
| 2.      | 9  | Scott Dixon             | Chip Ganassi Racing                       | 75         | +0.7432        | 6        | 2                        | 40   |
| 3.      | 10 | Dario Franchitti        | Chip Ganassi Racing                       | 75         | +5.8702        | 3        | 0                        | 35   |
| 4.      | 6  | Ryan Briscoe            | Team Penske                               | 75         | +7.8607        | 5        | 0                        | 32   |
| 5.      | 3  | Hélio Castroneves       | Team Penske                               | 75         | +10.4594       | 2        | 0                        | 30   |
| 6.      | 22 | Justin Wilson           | Dreyer & Reinbold Racing                  | 75         | +10.9095       | 7        | 0                        | 28   |
| 7.      | 11 | Tony Kanaan             | Andretti Autosport                        | 75         | +11.5246       | 9        | 0                        | 26   |
| 8.      | 37 | Ryan Hunter-Reay        | Andretti Autosport                        | 75         | +11.8938       | 8        | 0                        | 24   |
| 9.      | 02 | Graham Rahal            | Newman/Haas Racing                        | 75         | +17.5019       | 16       | 0                        | 22   |
| 10.     | 19 | Alex Lloyd (R)          | Dale Coyne Racing                         | 75         | +18.2069       | 22       | 0                        | 20   |
| 11.     | 32 | Mario Moraes            | KV Racing Technology                      | 75         | +20.2411       | 20       | 0                        | 19   |
| 12.     | 26 | Marco Andretti          | Andretti Autosport                        | 75         | +20.6759       | 18       | 0                        | 18   |
| 13.     | 78 | Simona de Silvestro (R) | HVM Racing                                | 75         | +21.8239       | 11       | 0                        | 17   |
| 14.     | 77 | Alex Tagliani           | FAZZT Race Team                           | 75         | +22.4858       | 4        | 0                        | 16   |
| 15.     | 14 | Vitor Meira             | A. J. Foyt Enterprises                    | 75         | +24.2879       | 21       | 0                        | 15   |
| 16.     | 7  | Danica Patrick          | Andretti Autosport                        | 75         | +46.1339       | 23       | 0                        | 14   |
| 17.     | 06 | Hideki Mutoh            | Newman/Haas Racing                        | 74         | +1 Kör         | 14       | 0                        | 13   |
| 18.     | 5  | Szató Takuma (R)        | KV Racing Technology                      | 74         | +1 Kör         | 17       | 0                        | 12   |
| 19.     | 8  | E.J. Viso               | KV Racing Technology                      | 74         | +1 Kör         | 15       | 0                        | 12   |
| 20.     | 36 | Francesco Dracone (R)   | Conquest Racing                           | 71         | Vezetői hiba   | 25       | 0                        | 12   |
| 21.     | 2  | Raphael Matos           | Luczo Dragon Racing de Ferran Motorsports | 67         | Vezetői hiba   | 10       | 0                        | 12   |
| 22.     | 18 | Milka Duno              | Dale Coyne Racing                         | 67         | +8 Kör         | 24       | 0                        | 12   |
| 23.     | 34 | Bertrand Baguette (R)   | Conquest Racing                           | 65         | Vezetői hiba   | 13       | 0                        | 12   |
| 24.     | 24 | J. R. Hildebrand        | Dreyer & Reinbold Racing                  | 38         | Vezetői hiba   | 19       | 0                        | 12   |
| 25.     | 4  | Dan Wheldon             | Panther Racing                            | 0          | Vezetői hiba   | 12       | 0                        | 10   |

## Bajnokság állása a verseny után
Pilóták bajnoki állása
| Pozíció | Pilóta            | Pontok |
| ------- | ----------------- | ------ |
| 1       | Will Power        | 514    |
| 2       | Dario Franchitti  | 455    |
| 3       | Scott Dixon       | 419    |
| 4       | Ryan Briscoe      | 384    |
| 5       | Hélio Castroneves | 370    |